# Venus und Mars (Botticelli)

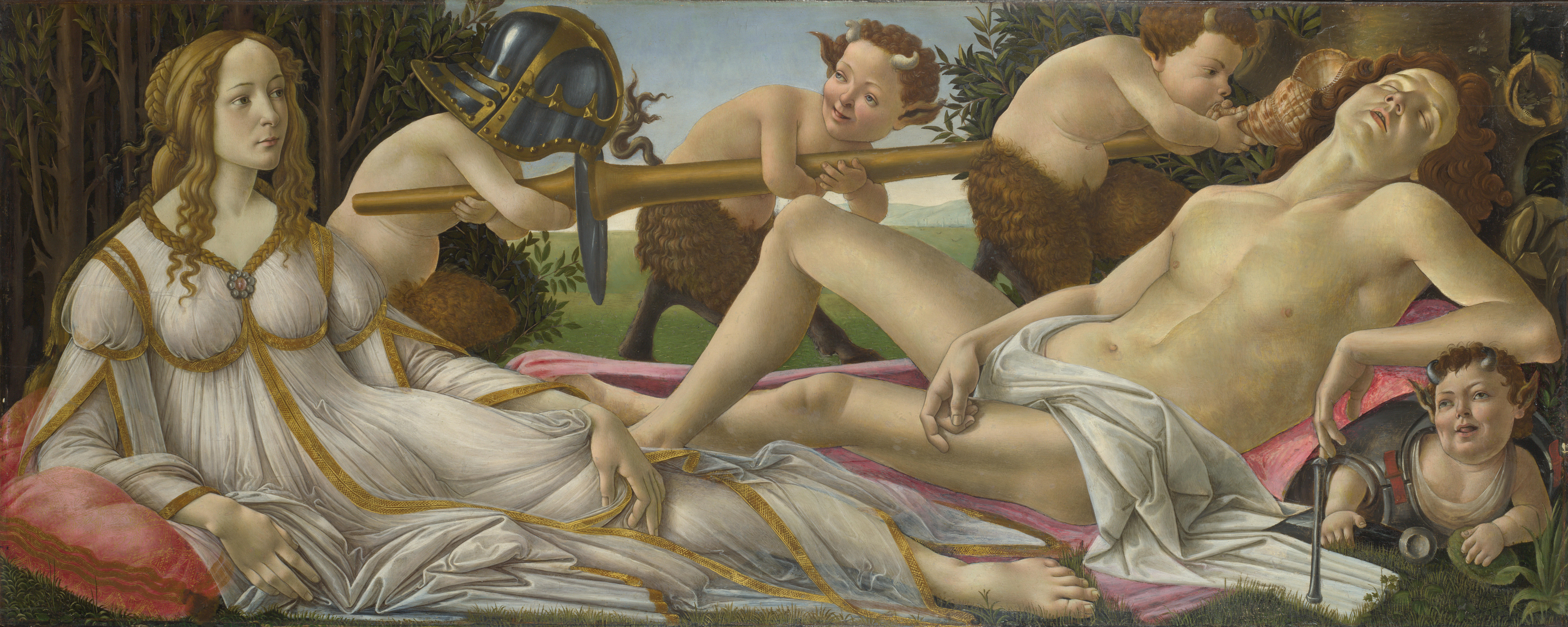
Sandro Botticelli: Venus und Mars, National Gallery, London

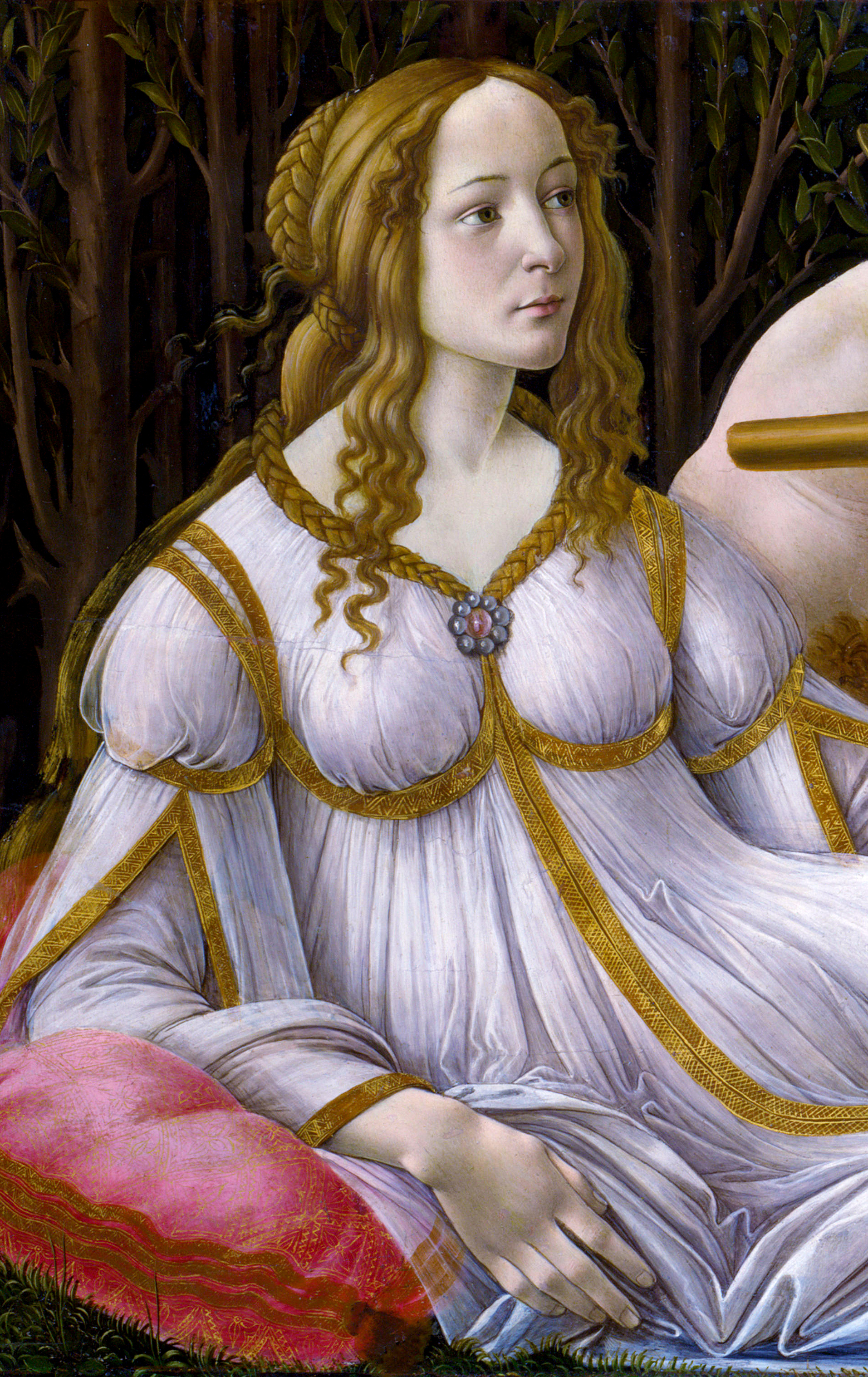
Venus

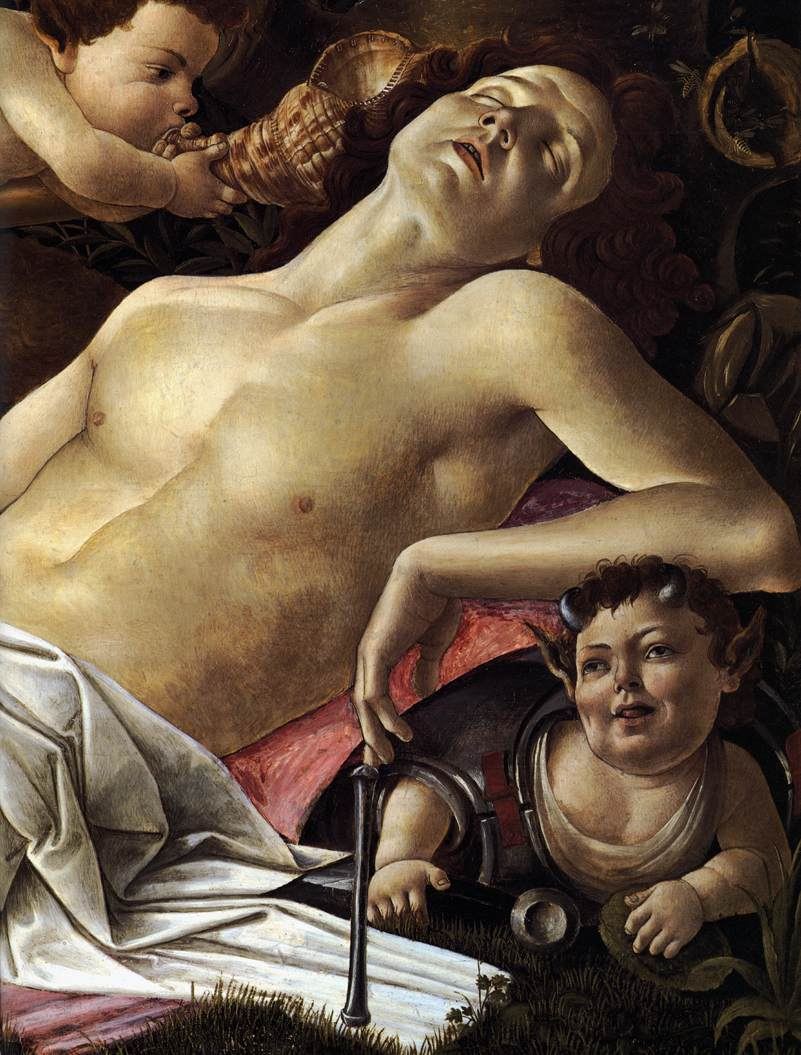
Mars

Venus und Mars ist ein Gemälde von Sandro Botticelli, das um 1485 entstand. Es befindet sich seit 1874 in der National Gallery in London (Inventar-Nr. NG 915). Die Tafel gehört zu den bedeutendsten Zeugnissen für den künstlerischen Wandel in der Florentiner Malerei des fortgeschrittenen 15. Jahrhunderts, die die Entwicklung von einer betont bürgerlichen zu einer höfischen Kultur widerspiegelt. 

## Geschichte
Über die Provenienz und das Entstehungsdatum des Bildes ist nur wenig bekannt.
In der Kunstwissenschaft wird in der Regel eine Entstehung nach Botticellis Rückkehr von seinem Romaufenthalt 1482 angenommen, und ein damit zusammenhängender Einfluss seines Studiums antiker Sarkophage mit ihren Aktdarstellungen auf die Figur des Mars. Das Bild ist zu sehen im Zusammenhang mit anderen Bildern aus dieser Epoche, in denen er sich mit mythologischen Themen auseinandersetzt, wie Die Geburt der Venus, Primavera oder Minerva und Kentaur.
Vom Format und Ausmaß des Bildes lässt sich folgern, dass es sich um ein Spalliera- bzw. ein Cassone-Bild handelt, mit dem die Hochzeitstruhen von Damen der Florentiner Gesellschaft ausgestattet waren.
Einen möglichen Hinweis auf den Auftraggeber des Bildes könnten die Wespen (it. = vespe) in der oberen rechten Bildecke über dem Kopf des Mars geben als Anspielung auf eine Hochzeit im Florentiner Haus Vespucci, mit dem Botticelli freundschaftlich verbunden war.
Einen topographischen Hinweis auf einen Zusammenhang mit Florenz gibt die im blauen Dunst der Ferne dargestellte Stadt mit der Kuppel des Florentiner Doms.

## Bildbeschreibung
Auf dem querformatigen Gemälde lagert eine elegant gekleidete Frau auf einer Wiese. Sie stützt sich mit dem rechten Arm auf ein rotseidenes Kissen, die linke Hand ruht entspannt auf ihrem Oberschenkel. Ihr gegenüber liegt ausgestreckt ein nackter junger Mann in tiefem Schlaf. Seine Lenden sind von einem weißen Tuch nur lose bedeckt. Umgeben ist das Paar von Satyrkindern, die mit den abgelegten Waffen des Mannes und einem Muschelhorn spielen.
Dargestellt sind hier in symmetrischer Anordnung Venus und Mars, das berühmte mythologische Liebespaar nach dem Liebesakt, so wie es Reposianus (3./5. Jh.n.Chr.) und andere antike Schriftsteller beschrieben haben.
Venus ist bekleidet mit einem fließenden weißen Gewand, das mit Goldborten gesäumt und reich verziert ist. Am Brustausschnitt trägt sie eine goldene Brosche aus einem mit Perlen umgebenen Edelstein, welche die beiden dünnen Zöpfe ihrer Frisur, die auf ihre Brust herunterfallen, fixiert. Aus ihrem kunstvoll mit Flechten gebändigten blonden Haar haben sich Strähnen gelöst, die in Ringellocken auf Brust und Schultern fallen.
Mars liegt in tiefem Schlaf auf seinem roten Mantel, der Mund ist leicht geöffnet, der schwere Kopf ist weit zurück an einen Baumstamm gelehnt, wodurch Hals und Kehle völlig schutzlos werden. Zu den Häupten der beiden Personen wachsen Myrtenbüsche und Myrtenzweige, die in der antiken Mythologie der Göttin Aphrodite geweiht waren, und mit denen seit der Antike die Braut bei der Hochzeit geschmückt wurde. Aus dem hohlen Baum am Kopf des Mars schwirrt eine Schar von Wespen.
Im Hintergrund eröffnet sich der Blick auf eine weite Landschaft mit einer Stadtsilhouette und einem Gebirgszug am Horizont.
Mars, der Kriegsgott, ist von Venus, der Göttin der Liebe, überwunden worden. Aller Waffen beraubt, die Faune im Mittelgrund davontragen und als Aktfigur dargestellt, verkörpert er das „Ideal-Schöne“ fern aller Wehrhaftigkeit. Venus dagegen ist reich gewandet wie eine junge Dame aus vornehmem Haus und damit dem Bereich des Erotischen weitgehend entzogen.

## Deutungen
Gedeutet werden kann das Bild als Allegorie auf die Befriedung kriegerischen Handelns durch die Liebe. Die Liebe, im Sinne Platons als geistige Macht verstanden, hat die Schrecken des Krieges und der Gewalt überwunden: Venus hat Mars gezähmt, die Liebe hat über die Gewalt gesiegt. Antike Philosophie und christliches Weltverständnis gehen in der neuplatonischen Philosophie, die im Florenz der Medici gepflegt wurde, eine Verbindung ein, wie es Botticelli in seinem Bild veranschaulicht. 

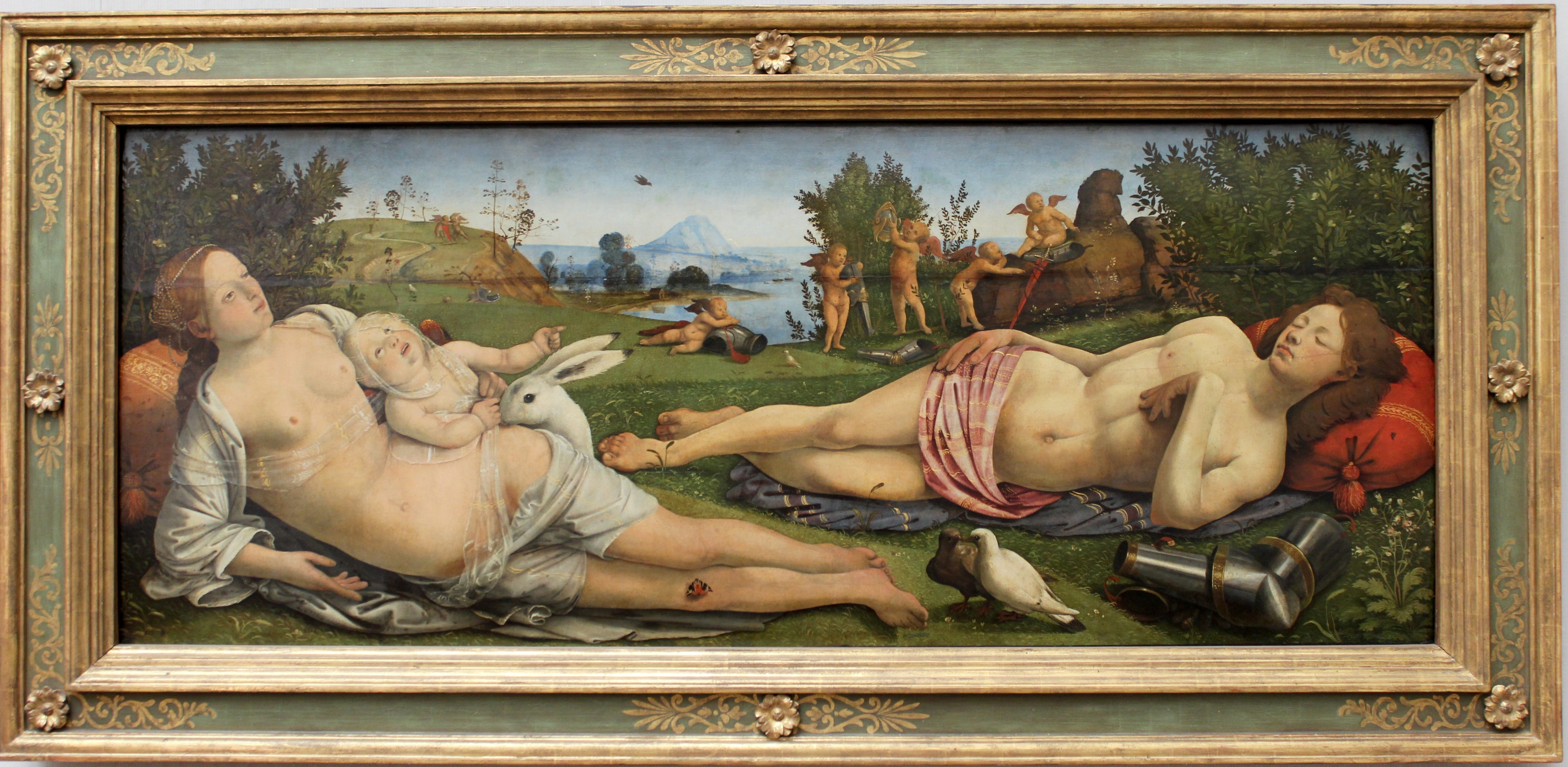
Piero di Cosimo: Venus, Mars und Amor

## Rezeption
Piero di Cosimo lehnt sich in der Komposition seines Bildes Venus, Mars und Amor, ebenfalls ein Cassone- oder Spallierabild, entstanden um 1505 in Florenz, stark an Botticellis Bilderfindung an. Allerdings fehlen bei Botticelli alle Anspielungen auf den Liebesbetrug von Mars und Venus, wie ihn Homer in seiner Odyssee erzählt, und der zu einem häufig erzählten Bildthema in der abendländischen Kunst geworden ist.